# Brusnica (powiat Stropkov)
Brusnica – wieś (obec) na Słowacji położona w kraju preszowskim, w powiecie Stropkov. Pierwsze wzmianki o miejscowości pochodzą z roku 1408.
Według danych z dnia 31 grudnia 2012, wieś zamieszkiwały 404 osoby, w tym 206 kobiet i 198 mężczyzn.
W 2001 roku rozkład populacji względem narodowości i przynależności etnicznej wyglądał następująco:
- Słowacy – 64,67%
- Czesi – 0,28%
- Romowie – 1,99%
- Rusini – 31,91%
- Ukraińcy – 0,57%

Ze względu na wyznawaną religię struktura mieszkańców kształtowała się w 2001 roku następująco:
- Katolicy rzymscy – 6,55%
- Grekokatolicy – 47,58%
- Prawosławni – 45,30%
- Nie podano – 0,57%